# Supercopa da França de 1995
A Supercopa da França de 1995 ou Trophée des Champions 1995 foi a 1ª edição do torneio, disputada em partida única entre o campeão da Division 1 de 1994–95 (Nantes) e o campeão da Copa da França de 1994–95 (Paris Saint-Germain). O jogo foi disputado no Stade Francis-Le Blé em Brest.
O Paris Saint-Germain foi o campeão, após empatar em 1–1 e uma vitória por 6–5 na disputa de pênaltis.

## Participantes
| Equipe              | Classificação                        |
| ------------------- | ------------------------------------ |
| Nantes              | Campeão da Division 1 de 1994–95     |
| Paris Saint-Germain | Campeão da Copa da França de 1994–95 |

## Partida
| 3 de janeiro de 1996 | Paris Saint-Germain       | 2 – 2     | Nantes                 | Stade Francis-Le Blé, Brest                  |
| 20:00                | Nouma 15' · Djorkaeff 38' | Relatório | Ouédec 27' · Cauet 32' | Público: 12 000 Árbitro: FRA Didier Pauchard |

|                                                           |       | Penalidades                                               |  |
| Le Guen Djorkaeff Raí Nouma Colleter Dely Valdés Fournier | 6 – 5 | Carotti Gourvennec Pignol Pedros Cauet Peyrelade Makélélé |  |

| PSG | Nantes |

| PARIS SAINT-GERMAIN: |    |                         |
|                      |    |                         |
| G                    | 1  | Bernard Lama            |
| LD                   | 2  | José Cobos              |
| Z                    | 3  | Patrick Colleter        |
| Z                    | 5  | Paul Le Guen            |
| LE                   | 4  | Stéphane Mahé           |
| V                    | 7  | Laurent Fournier        |
| V                    | 8  | Pierre Ducrocq          |
| M                    | 10 | Raí                     |
| M                    | 6  | Youri Djorkaeff         |
| A                    | 9  | Julio César Dely Valdés |
| A                    | 11 | Pascal Nouma            |
| Treinador:           |    |                         |
| Luis Fernández       |    |                         |

| NANTES:              |    |                      |  |     |
|                      |    |                      |  |     |
| G                    | 1  | Dominique Casagrande |  |     |
| LD                   | 2  | Serge Le Dizet       |  | 46' |
| Z                    | 4  | Éric Decroix         |  |     |
| Z                    | 5  | Bruno Carotti        |  |     |
| LE                   | 3  | Christophe Pignol    |  |     |
| V                    | 6  | Jean-Michel Ferri    |  |     |
| V                    | 7  | Claude Makélélé      |  |     |
| M                    | 8  | Reynald Pedros       |  |     |
| M                    | 11 | Benoît Cauet         |  |     |
| A                    | 9  | Nicolas Ouédec       |  | 46' |
| A                    | 10 | Japhet N'Doram       |  | 69' |
| Substituições:       |    |                      |  |     |
| LD                   | 14 | Jean-Marc Chanelet   |  | 46' |
| M                    | 12 | Jocelyn Gourvennec   |  | 46' |
| M                    | 13 | Laurent Peyrelade    |  | 69' |
| Treinador:           |    |                      |  |     |
| Jean-Claude Suaudeau |    |                      |  |     |

## Campeão
| Supercopa da França de 1995   |
| ----------------------------- |
| PARIS SAINT-GERMAIN 1° titulo |